# Norvège aux Jeux olympiques d'été de 2004
La Norvège participe aux Jeux olympiques d'été de 2004 à Athènes.

## Participants
La délégation norvégienne est composée de 52 athlètes dont 35 hommes et 17 femmes engagés dans 12 sports.

## Médaillés

### Or
- Andreas Thorkildsen - Athlétisme, lancer du javelot hommes
- Eirik Verås Larsen - Canoë-kayak, K-1 1 000 m
- Gunn-Rita Dahle Flesjå - Cyclisme, VTT femmes
- Olaf Tufte - Aviron, skiff hommes
- Siren Sundby - Voile, Europe Class

### Bronze
- Nils Olav Fjeldheim, Eirik Verås Larsen - Canoë-kayak K-2 1 000 m hommes